# Avetnjaci
Avetnjaci (Tarsiiformes) su jedna od tri grupe unutar podreda Haplorrhini koja ima samo jedan živi rod (Tarsius) i jednu porodicu (Tarsiidae), koja obuhvaća sedam vrsta. 

## Sistematika
Ranije se ova grupa, odnosno porodica, ubrajala u skupinu "polumajmuna", što je naziv koji je zastario i više se ne koristi. Danas ih se svrstava kao zasebnu skupinu unutar podreda Haplorrhini, a razlog je građa nosa poput Haplorrhina. Kao i drugi unutar ove skupine imaju manje žlijezda u sluznici nosa pa im je nos suh, za razliku od Strepsirrhina, koji zbog velikog broja žlijezda u nosu imaju uvijek vlažne njuškice, analogno mačkama.
U razdoblju eocena i oligocena je u Americi i Euraziji bila raširena porodica Omomyidae koju se smatra precima ove grupe.
Danas se razlikuje najmanje 7 vrsta (zbog njihovog noćnog života kao i relativne nepristupačnosti njihovih staništa, vjeruje se da je moguće i postojanje nekih do sada nepoznatih vrsta ove porodice). 

## Rasprostranjenost
Ova porodica živi na području Jugoistočne Azije, odnosno preciznije, na otocima Sumatra, Borneo, Sulawesi i Filipina, kao i na nekim manjim otocima oko navedenih.

## Opis
Avetnjaci su od vrha glave do korijena repa dugi oko 9 do 16 cm (k tome dolazi još goli rep dug od 13 do 28 cm), pa su prema tome vrlo male životinje. Masa im se kreće od 80 do 160 grama. Obilježje su im dugi stražnji ekstremiteti, okrugla glava koju mogu okrenuti gotovo 360°, i vrlo dobar sluh. Prsti su im vrlo dugački, a ušne školjke okrugle i gole. Meko krzno im je sivo ili smeđe. Upadljivo obilježje su im velike oči (promjera do 16 milimetara) – preračunato prema veličini tijela, kod čovjeka bi oči usporedive veličine trebale imati veličinu jabuke. 

## Način života
Ovo su noćne šumske životinje. Žive na stablima. Preko dana miruju skriveni u gustoj vegetaciji. Pravi su umjetnici u penjanju, a uz pomoć svojih dugih stražnjih nogu mogu skočiti na udaljenost od više metara. Uobičajeno žive u parovima, no ponekad i u manjim grupama.

## Hrana
Glavna im se hrana sastoji od kukaca, a uz to jedu i male kralježnjake. Oni su jedini primati koji su isključivo mesožderi. Koriste svoju veliku sposobnost skakanja da iznenade lovinu. Dnevno pojedu oko 10% svoje tjelesne težine. 

## Razmnožavanje
Skotnost kod ove porodice traje relativno dugo, čak 6 mjeseci. Rezultat je, da mladi dolaze na svijet vrlo razvijeni. U početku se drže majci za trbuh, ili ih majka nosi u njuški. Već sa sedam mjeseci ih majka prestaje dojiti, a s godinu dana su spolno zreli. Najstariji poznati avetnjak imao je 13 godina.

## Avetnjaci i ljudi
Glavna opasnost za ove životinje je uništavanje njihovog životnog prostora. Osim toga, još uvijek ih love radi mesa. Pokušaji da ih se drži kao kućne ljubimce završavaju njihovim ugibanjem već nakon nekoliko dana. Nepotvrđeni izvještaji govore, da ulovljene životinje udaraju glavom o ogradu kaveza dok ne uginu. Za mnoge vrste nema točnih podataka.
U prošlosti su avetnjaci igrali važnu ulogu u vjerovanju indogenih naroda Indonezije. Vjerovali su, da avetnjacima glava nije pričvršćena uz tijelo (zbog njihove sposobnosti da ju okrenu za gotovo 360°) pa su se bojali da im se može dogoditi isto, ako ih susretnu.